# フランク・ライアン・ポーク

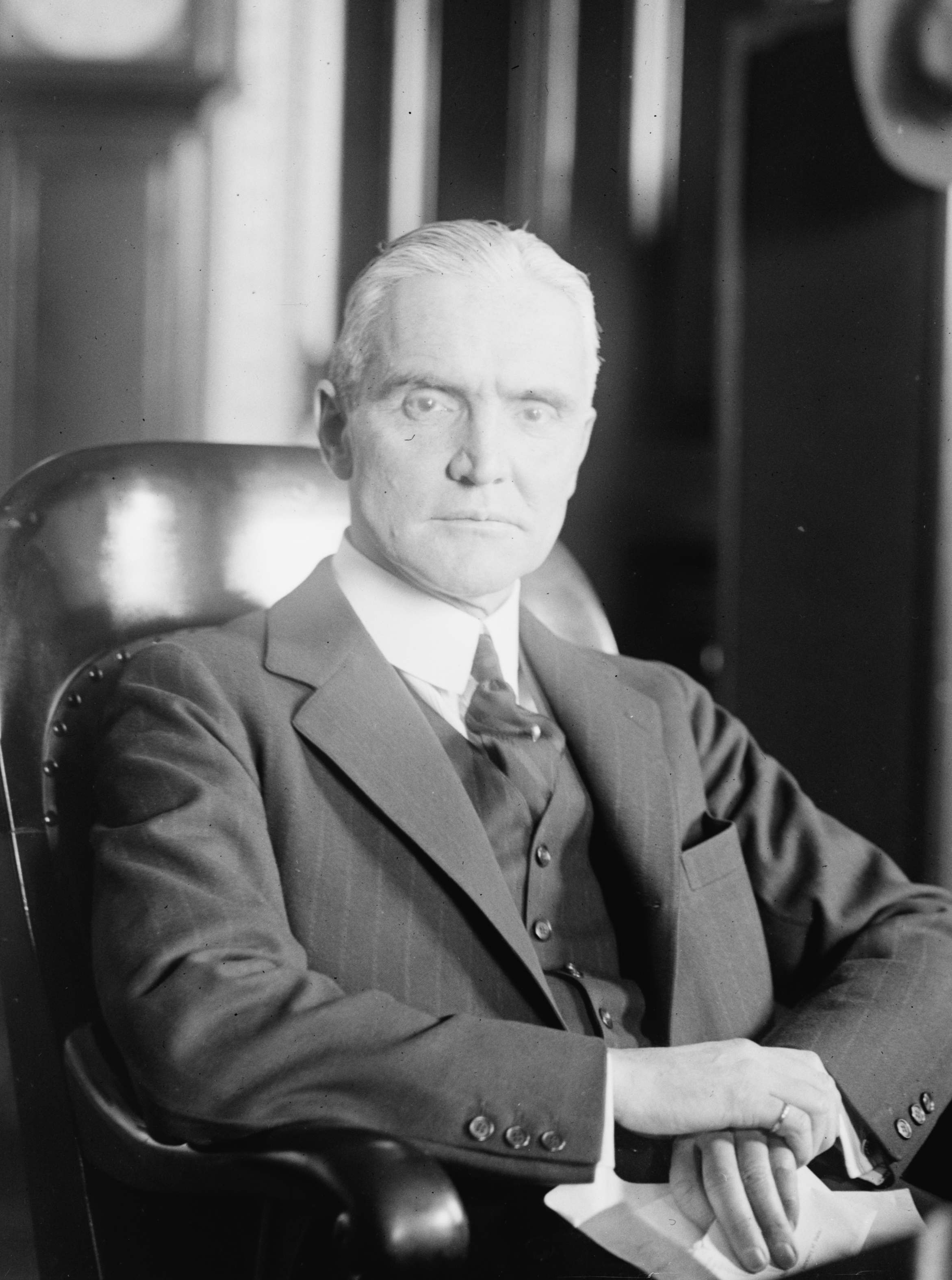
フランク・ライアン・ポーク

フランク・ライアン・ポーク（Frank Lyon Polk, 1871年9月13日 - 1943年2月7日）は、アメリカ合衆国の政治家。

## 生涯
ニューヨーク州ニューヨークにおいて、ウィリアム・メクレンバーグ・ポーク (William Mecklenburg Polk, 1844-1918) とアイダ・アッシュ・ライアン (Ida Ashe Lyon, 1845-????) の次男として誕生した。1894年にイェール大学を卒業して学士号を取得し、1897年にコロンビア大学法科大学院を卒業して法学博士号を取得した。
1906年から1913年までニューヨーク市の各種委員会で委員を務め、1914年から1915年まで法人弁護士を務めた。1915年から1919年まで国務省で参事官を務め、1919年から1920年まで国務次官を務めた。1920年2月から3月にかけては国務長官代行も務めた。国務省では諜報部門の海外活動について調整を図り、ロシアの反革命勢力（白軍）に対して好意的な書簡を送った。1919年のパリ講和会議では、アメリカの代表団の方向性を指揮した。
1924年、民主党の大統領予備選挙でジョン・ウィリアム・デイヴィスを支持した。
1943年2月7日、ニューヨークで死去した。

## 家族
1908年2月28日にニューヨーク市内でエリザベス・スタージス・ポッター (Elizabeth Sturgis Potter) と結婚した。2人の間には3男2女が生まれた。
1. ジョン・メトカーフ・ポーク (John Metcalf Polk, 1908-)
2. エリザベス・スタージス・ポーク (Elizabeth Sturgis Polk, 1910-1990)
3. フランク・ライアン・ポーク (Frank Lyon Polk, 1911-)
4. ジェイムズ・ポッター・ポーク (James Potter Polk, 1914-1987)
5. アリス・ポッター・ポーク (Alice Potter Polk, 1917-)